# Guajara
Guajara o Guaxara es el nombre de una mujer guanche, personaje del poema épico Antigüedades de las Islas Afortunadas de Antonio de Viana.
La única referencia de la existencia de este personaje se le debe al poeta tinerfeño Antonio de Viana, quien publica su obra en 1604. En este relato, Guajara es retratada al principio como amante de Tinguaro, hermano del rey o mencey Bencomo de Taoro, y como una de las amigas de la infanta Dácil. Asimismo, el autor indica que Guajara posee derechos a la herencia del reino de Anaga.
A la llegada de los conquistadores castellanos en 1494 al mando del capitán Alonso Fernández de Lugo, el mencey de Anaga Beneharo promete a Tinguaro la mano de su hija Guacimara y la herencia de su reino si sale victorioso en la batalla. Celosa por el interés de Tinguaro en alcanzar la recompensa, Guajara manipula a Ruymán, sobrino de Tinguaro y amante de Guacimara, para que evite el matrimonio prometido. Finalmente, después de la huida de Ruymán y Guacimara, Bencomo obliga a Tinguaro a casarse con Guajara, entregándoles también el gobierno de Anaga. No obstante, Tinguaro muere poco después en la batalla de La Laguna, dejando a su mujer desconsolada.
Autores posteriores complementan la leyenda de Guajara haciéndola enloquecer por la pérdida de su amante o por creerlo en brazos de Guacimara, y optando por vagar por la isla hasta que decide acabar con su vida desriscándose desde lo alto de una montaña, que por ella tomó el nombre. Sin embargo, los historiadores modernos consideran que fue al revés, siendo Viana quien utilizó el topónimo de una de las montañas del entorno de las Cañadas del Teide —Montaña Guajara— para nombrar a su personaje.
Para el médico-historiador Juan Bethencourt Alfonso, Guajara y Tinguaro tuvieron cinco hijos que al bautizarse tomaron los nombres de Ana Hernández Pérez, Pedro Hernández, Francisca Pérez, Inés Pérez y Juana Pérez.